# Marcus Mokaké
Marcus Nwambo Mokaké (Limbe, 30 novembre 1981) è un ex calciatore camerunese, di ruolo attaccante.

## Statistiche

### Cronologia presenze e reti in nazionale
| Cronologia completa delle presenze e delle reti in nazionale ― Camerun | Cronologia completa delle presenze e delle reti in nazionale ― Camerun | Cronologia completa delle presenze e delle reti in nazionale ― Camerun | Cronologia completa delle presenze e delle reti in nazionale ― Camerun | Cronologia completa delle presenze e delle reti in nazionale ― Camerun | Cronologia completa delle presenze e delle reti in nazionale ― Camerun | Cronologia completa delle presenze e delle reti in nazionale ― Camerun | Cronologia completa delle presenze e delle reti in nazionale ― Camerun |
| Data                                                                   | Città                                                                  | In casa                                                                | Risultato                                                              | Ospiti                                                                 | Competizione                                                           | Reti                                                                   | Note                                                                   |
| ---------------------------------------------------------------------- | ---------------------------------------------------------------------- | ---------------------------------------------------------------------- | ---------------------------------------------------------------------- | ---------------------------------------------------------------------- | ---------------------------------------------------------------------- | ---------------------------------------------------------------------- | ---------------------------------------------------------------------- |
| 19-11-2003                                                             | Ōita                                                                   | Giappone                                                               | 0 – 0                                                                  | Camerun                                                                | Amichevole                                                             | -                                                                      | 45+1’                                                                  |
| 7-6-2009                                                               | Yaoundé                                                                | Camerun                                                                | 0 – 0                                                                  | Marocco                                                                | Qual. Mondiali 2010                                                    | -                                                                      | 68’                                                                    |
| 13-6-2009                                                              | Abidjan                                                                | Costa d'Avorio                                                         | 2 – 1                                                                  | Camerun                                                                | Amichevole                                                             | 1                                                                      | ?’                                                                     |
| Totale                                                                 |                                                                        | Presenze                                                               | 3                                                                      |                                                                        | Reti                                                                   | 1                                                                      |                                                                        |

## Palmarès

### Club

#### Competizioni nazionali
- Campionato camerunese: 2

Fovu Baham: 2000
Canon Yaoundé: 2002